# Xã Roseland, Quận Tripp, Nam Dakota
Xã Roseland (tiếng Anh: Roseland Township) là một xã thuộc quận Tripp, tiểu bang Nam Dakota, Hoa Kỳ. Năm 2010, dân số của xã này là 38 người.